# Sara Melson
Sara Melson (West Lafayette) is een Amerikaanse actrice en zangeres.

## Biografie
Melson is opgegroeid in Indiana als dochter van twee professoren op een universiteit. Haar ouders hadden muren vol met boeken staan maar ook een zeer uitgebreide platencollectie. Melson heeft veel tijd doorgebracht met het beluisteren van de platen (The Beatles, The Rolling Stones, Simon & Garfunkel en vele meer). Ze heeft ook les gekregen in het spelen van een piano en heeft zelf geleerd om gitaar te spelen. Haar eerste muziek heeft ze gemaakt van haar eigen ervaringen in het leven. Melson is afgestudeerd op harvard-universiteit in schrijven en is toen verhuisd naar Los Angeles, daar heeft ze gewerkt als zanglerares, yogainstructeur en toen is ze als actrice begonnen.
Melson begon in 1992 met acteren in de televisieserie The Wonder Years. Hierna heeft ze nog meerdere rollen gespeeld in televisieseries en films.
Melson was van 26 april 2009 tot 1 februari 2011 getrouwd.

## Filmografie[3]

### Films
- 2000 Desperate But Not Serious - als Patrice
- 2000 Takedown – als Rachel
- 1999 The Big Brass Ring – als Amy
- 1998 Beach Movie – als Sheila
- 1995 The Low Life – als Suzie
- 1994 Roseanne: An Unauthorized Biography – als Stephanie
- 1993 Malice – als vrouw op fiets
- 1992 Dr. Giggles – als Coreen

### Televisieseries
Uitgezonderd eenmalige gastoptredens. 
- 1994 – 1995 Beverly Hills, 90210 – als Alison Lash – 4 afl.

## Liederen[4]
- Feel it Coming
- Anywhere Anytime
- Never Been Hurt
- Hard Pressed
- Hard Pressed
- Dirty Mind
- Turquoise Sky
- Rise Up
- Fall Down
- Don't You Wanna Know
- Happy Endings
- Nuclear Sun
- Birthday Prayer
- Turquoise Sky

## Referentie/Bron
1. ↑  (en)  Bron levensverhaal
2. ↑  (en)  Bron huwelijk
3. ↑  (en)   Sara Melson in de Internet Movie Database
4. ↑  (en)  Bron liederen